# 石原幹市郎

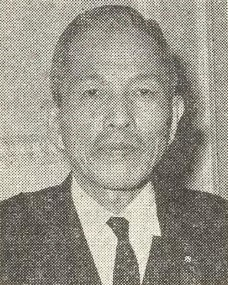
石原 幹市郎

石原 幹市郎（いしはら かんいちろう、1903年4月1日 - 1989年3月7日）は、日本の内務官僚。政治家。位階は正三位、勲等は勲一等。
岡山県出身。参議院議員、初代自治大臣、福島県知事などの要職を歴任した。自由民主党所属。衆議院議員・参議院議員の石原健太郎は長男。福島県議会議員の石原信市郎、元衆議院議員の石原洋三郎は孫。栗本慎一郎の母方の親戚にあたる。

## 来歴・人物

### 内務官僚時代
東京帝国大学卒業後、内務省に入省、警保局に配属され、静岡、北海道、神奈川、埼玉などで警察畑を歩む。
1936年に新潟県保険課長となり、1938年7月、内務省初代保険課長となる。国民健康保険法の法案作成に参画、施行とともに国保組合の設立を呼びかけ全国を回る。初年度に全国で174組合を設立した。
その後、北海道庁経済部長を経て、食量の大消費地である東京都食料課長、大阪府経済部長、東京都経済局長を歴任。東京都信用保証協会の会長を務め、第二次大戦末期の食糧確保をはじめとする、苦しい台所を支えるために尽力する（一方では食料生産地の辛酸があった）。1946年には手腕を買われ官選の福島県知事。当時の地元紙によると、東京の台所を預かっていた石原を食糧供給県の本県に移し、前任者を食料基地の北海道に送ったのはいずれも食糧確保を狙った人事であると報じている。

### 政治家として
1947年初代民選福島県知事。戦後の食料問題と只見川電源開発に力を入れた。
1949年、参議院議員補欠選挙で福島県選挙区から民主自由党公認で立候補し、当選。1959年6月18日に第2次岸改造内閣に国家公安委員会委員長・自治庁長官として入閣。1959年の伊勢湾台風では本部長代理として現地で陣頭指揮を取り、遅々として進まなかった復旧作業を完遂させた。当時の朝日新聞によるとスタッフの述懐として、「東京での何十分の一の速さで話が決まるのには我ながら驚いた」と記されている。
1960年7月1日、自治庁から自治省への昇格に伴い、同内閣に於いて初代自治大臣兼国家公安委員長に任命された。60年安保闘争時に石原は、柏村信雄警察庁長官と小倉謙警視総監と共に、緊急臨時閣議において警察の限界を認めて「警備力に限界がある」「警備に自信が持てない」と発言し、治安閣僚懇談会で佐藤栄作、池田勇人らが赤城宗徳防衛庁長官に自衛隊の治安出動を要求する事態になった。
福祉の向上にも努め、自ら作り上げた皆保険制度の育成にも尽力、国保の生みの親、育ての親といわれる。外交的にはインド、ネパールとの国交改善にも力をいれた。
1971年の参議院選挙で落選。返り咲きを目指した1972年の総選挙には、無所属で旧福島1区から立候補するが落選し、政界を引退した。

### 政界引退後
引退後は福祉の道を歩む。電動車いすの開発に取り組み、手動式の電動車いすを完成させる。この快挙は全国各紙に報じられた。また、歩道の毎時5キロ以内の乗り入れ許可も得る。
済生会の理事も勤め、当時破綻の危機にあった同財団にあって、「済生会の進む途」の道筋をつけた。
1973年4月の春の叙勲で勲五等から勲一等に叙され、旭日大綬章を受章する。
1989年3月7日、死去した。85歳没。同月10日、特旨を以て位四級を追陞され、死没日付をもって正五位から正三位に叙された。

## 略歴
- 1903年4月1日 - 岡山県吉備郡足守町（現岡山市北区）に父石原康二、母石原浩子の次男として生誕。
- 1926年3月 - 東京帝国大学法学部法律学科（英法）卒業
- 1928年10月 - 北海道警視
- 1930年1月 - 神奈川県保安課長
- 1930年6月 - 井上孝哉の三女三起子と結婚
- 1936年9月 - 新潟県保険課長
- 1938年7月 - 内務省社会局初代健康保険課長
- 1940年11月 - 北海道経済部長
- 1943年7月 - 東京都経済局食料課長
- 1945年4月 - 大阪府経済第一部長
- 1946年4月25日 - 官選福島県知事（～1947年3月14日）
- 1947年4月12日 - 公選第1回福島県知事選挙当選（福島県民主クラブ（後の自民党福島県支部））（～1949年11月30日）
- 1949年12月24日 - 参議院議員補欠選挙当選（民主自由党公認）
- 1953年4月24日 - 第3回参議院議員通常選挙当選（自由党公認）
- 1955年11月 - 保守合同による自由民主党結党大会資格審査委員長
- 1959年6月2日 - 第5回参議院議員通常選挙当選（自由民主党公認）
- 1959年6月18日 - 第2次岸改造内閣で国務大臣自治庁長官兼国家公安委員会委員長として入閣
- 1960年7月1日 - 初代自治大臣
- 1963年5月 - 自由民主党福島県連会長
- 1965年7月 - 第7回参議院議員通常選挙当選（自由民主党公認）
- 1967年3月 - 国民健康保険中央会会長
- 1971年7月 - 第9回参議院議員通常選挙落選（自由民主党公認）
- 1972年12月 - 第12回衆議院議員総選挙落選（無所属）、政界を引退
- 1973年5月 - 春の叙勲で勲一等旭日大綬章受章。
- 1989年3月7日 - 85歳で死去。

## 著作
- 『国民健康保険法詳解』、河村秀文、簗誠三、との共著。当時の執筆名は石原武二